# كمال إساه
كمال إساه (بالإنجليزية: Kamal Issah)‏ (30 سبتمبر 1992 بكوماسي في غانا - ) هو لاعب كرة قدم غاني في مركز الوسط. لعب مع ستاد رين ونادي ستابك ونادي نوردشيلاند.

## وصلات خارجية
- كمال إساه على موقع الاتحاد الأوربي (الإنجليزية)
- كمال إساه على موقع اتحاد تركيا (لاعب) (الإنجليزية)
- كمال إساه على موقع قاعدة بيانات كرة القدم.إي يو (الإنجليزية)
- كمال إساه على موقع Soccerway.com (الإنجليزية)
- كمال إساه على موقع عالم كرة القدم.نت (الإنجليزية)
- كمال إساه على موقع AS.com (الإسبانية)